# Lijst van steden en dorpen in Gelderland
Lijst van Gelderse steden, dorpen en buurtschappen met een verwijzing naar de gemeente waaronder ze vallen. Wat wel en wat niet in de lijst komt is bepaald door de index van de Topografische Atlas 1:25000 voor het laatst uitgegeven in 2004 door de ANWB. Eventuele wijzigingen betreffende gemeentelijke herindelingen zijn meegenomen t/m 2008.

## A
- Aalst (buurtschap in de gemeente Buren)
- Aalst (dorp in de gemeente Zaltbommel)
- Aalten (dorp in de gemeente Aalten)
- Aam (buurtschap in de gemeente Overbetuwe)
- Achter-Drempt (dorp in de gemeente Bronckhorst)
- Achterhoek (buurtschap in de gemeente Nijkerk)
- Achterveld (buurtschap in de gemeente Barneveld)
- Acquoy (dorp in de gemeente West Betuwe)
- Aerdenburg (buurtschap in de gemeente Zevenaar)
- Aerdt (dorp in de gemeente Zevenaar)
- Afferden (dorp in de gemeente Druten)
- Alem (dorp in de gemeente Maasdriel)
- Almen (dorp in de gemeente Lochem)
- Alphen (dorp in de gemeente West Maas en Waal)
- Altforst (dorp in de gemeente West Maas en Waal)
- Alverna (dorp in de gemeente Wijchen)
- Ammerzoden (dorp in de gemeente Maasdriel)

- Ampsen (buurtschap in de gemeente Lochem)
- Andelst (dorp in de gemeente Overbetuwe)
- Angeren (dorp in de gemeente Lingewaard)
- Angerlo (dorp in de gemeente Zevenaar)
- Apeldoorn (stad in de gemeente Apeldoorn)
- Aperloo (buurtschap in de gemeente Elburg)
- Appel (buurtschap in de gemeente Nijkerk)
- Appeltern (dorp in de gemeente West Maas en Waal)
- Appen (buurtschap in de gemeente Voorst)
- Armhoede (buurtschap in de gemeente Lochem)
- Arnhem
- Asch (dorp in de gemeente Buren)
- Asperen (stad in de gemeente West Betuwe)
- Assel (buurtschap in de gemeente Apeldoorn)
- Avest (buurtschap in de gemeente Berkelland)
- Azewijn (dorp in de gemeente Montferland)

## B
- Baak (dorp in de gemeente Bronckhorst)
- Baal (buurtschap in de gemeente Lingewaard)
- Babberich (dorp in de gemeente Zevenaar)
- Bahr (buurtschap in de gemeente Zevenaar)
- Bakhuisbos (buurtschap in de gemeente Heerde)
- Balgoij (dorp in de gemeente Wijchen)
- Barchem (dorp in de gemeente Lochem)
- Barlo (buurtschap in de gemeente Aalten)
- Barneveld (dorp in de gemeente Barneveld)
- Batenburg (stad in de gemeente Wijchen)
- Beek (dorp in de gemeente Montferland)
- Beek(-Ubbergen) (dorp in de gemeente Berg en Dal)
- Beekbergen (dorp in de gemeente Apeldoorn)
- Beemte (dorp in de gemeente Apeldoorn)
- Beemte Broekland (buurtschap in de gemeente Apeldoorn)
- Beesd (dorp in de gemeente West Betuwe)
- Bekveld (buurtschap in de gemeente Bronckhorst) (in dorp Hengelo GLD)
- Beltrum (dorp in de gemeente Berkelland)
- Bemmel (dorp in de gemeente Lingewaard)
- Beneden-Leeuwen (dorp in de gemeente West Maas en Waal)
- Bennekom (dorp in de gemeente Ede)
- Berg en Dal (dorp in de gemeente Berg en Dal)
- Bergakker (buurtschap in de gemeente Tiel)
- Bergerden (buurtschap in de gemeente Lingewaard)
- Bergharen (dorp in de gemeente Wijchen)
- Berghuizen (buurtschap in de gemeente Heerde)
- Bern (buurtschap in de gemeente Zaltbommel)
- Beuningen
- Beusichem (dorp in de gemeente Buren)
- Bevermeer (buurtschap in de gemeente Zevenaar)
- Bijsteren (buurtschap in de gemeente Putten)
- Bingerden (buurtschap in de gemeente Zevenaar)
- Blankenberg (buurtschap in de gemeente Heumen)
- Blauwesluis (buurtschap in de gemeente West Maas en Waal)
- Boerenhoek (buurtschap in de gemeente Lingewaard)
- Bontebrug (buurtschap in de gemeente Oude IJsselstreek)
- Bontemorgen (buurtschap in de gemeente Buren)
- Borculo (dorp in de gemeente Berkelland)
- Boshoek (buurtschap in de gemeente Epe)
- Boskant (buurtschap in de gemeente Wijchen)
- Boven-Leeuwen (dorp in de gemeente West Maas en Waal)
- Boveneinde (buurtschap in de gemeente Barneveld)
- Bovenveen (buurtschap in de gemeente Oldebroek)
- Braamt (dorp in de gemeente Montferland)
- Brakel (dorp in de gemeente Zaltbommel)
- Brammelerbroek (buurtschap in de gemeente Berkelland)
- Bredelaar (buurtschap in de gemeente Overbetuwe)
- Bredevoort (stad in de gemeente Aalten)
- Breedenbroek (dorp in de gemeente Oude IJsselstreek)
- Breedeweg (dorp in de gemeente Berg en Dal)
- Brinkheurne (buurtschap in de gemeente Winterswijk)
- Brinkmanshoek (buurtschap in de gemeente Berkelland)
- Broek (buurtschap in de gemeente Brummen)
- Broeke (buurtschap in de gemeente Berkelland)
- Bronkhorst (stad in de gemeente Bronckhorst)
- Bruchem (dorp in de gemeente Zaltbommel)
- Brummen (plaats in de gemeente Brummen)
- Bullenkamp (buurtschap in de gemeente Wijchen)
- Buren (stad in de gemeente Buren)
- Bussloo (buurtschap in de gemeente Voorst)
- Buurmalsen (dorp in de gemeente West Betuwe)

## C
- Californië (buurtschap in de gemeente Maasdriel)
- Coldenhove (buurtschap in de gemeente Brummen)
- Colonjes (buurtschap in de gemeente Berg en Dal)
- Corle (buurtschap in de gemeente Winterswijk)
- Cortenoever (buurtschap in de gemeente Brummen)
- Culemborg

## D
- Dale (buurtschap in de gemeente Aalten)
- De Beek (buurtschap in de gemeente Ermelo)
- De Bosjes (buurtschap in de gemeente Buren)
- De Bruil (buurtschap in de gemeente Berkelland)
- De Eng (buurtschap in de gemeente Duiven)
- De Ginkel (buurtschap in de gemeente Ede)
- De Glind (buurtschap in de gemeente Barneveld)
- De Haar (buurtschap in de gemeente Berkelland)
- De Haere (buurtschap in de gemeente Apeldoorn)
- De Haart (buurtschap in de gemeente Aalten)
- De Hegge (buurtschap in de gemeente Epe)
- De Heurne (buurtschap in de gemeente Aalten)
- De Heuvel (buurtschap in de gemeente Buren)
- De Heuven (buurtschap in de gemeente Oude IJsselstreek)
- De Horst (buurtschap in de gemeente Berkelland)
- De Horst (dorp in de gemeente Berg en Dal)
- De Hoven (dorp in de gemeente Zutphen)
- De Jonas (buurtschap in de gemeenten Apeldoorn en Epe)
- De Kade (buurtschap in de gemeente Ede)
- De Kar (buurtschap in de gemeente Voorst)
- De Klomp (dorp in de gemeente Ede)
- De Kraats (buurtschap in de gemeente Ede)
- De Krim (buurtschap in de gemeente Apeldoorn)
- De Mars (buurtschap in de gemeente Buren)
- De Meene (buurtschap in de gemeente Bronckhorst)
- De Oosterhof (buurtschap in de gemeente Epe)
- De Pas (buurtschap in de gemeente Lingewaard)
- De Pas (buurtschap in de gemeente Lingewaard)
- De Rietschoof (buurtschap in de gemeente Zaltbommel)
- De Schatkuil (buurtschap in de gemeente Heumen)
- De Schoolt (buurtschap in de gemeente Lochem)
- De Schutterij (buurtschap in de gemeente Oost Gelre)
- De Steeg (dorp in de gemeente Rheden)
- De Tuut (buurtschap in de gemeente West Maas en Waal)
- De Valk (buurtschap in de gemeente Ede)
- De Vecht (buurtschap in de gemeente Voorst)
- De Veenhuis (buurtschap in de gemeente Nijkerk)
- De Vlietberg (buurtschap in de gemeente Berg en Dal)
- De Wijk (buurtschap in de gemeente Voorst)
- Deelen (dorp in de gemeente Ede)
- Deest (dorp in de gemeente Druten)
- Deil (dorp in de gemeente West Betuwe)
- Delden (buurtschap in de gemeente Bronckhorst)
- Delwijnen (dorp in de gemeente Zaltbommel)
- Den Akker (buurtschap in de gemeente Neder-Betuwe)
- Den Hoef (buurtschap in de gemeente Wijchen)
- Dichteren (voormalige buurtschap in de gemeente Doetinchem, nu wijk van de stad Doetinchem)
- Didam (dorp in de gemeente Montferland)
- Diefdijk (Vijfheerenlanden en West Betuwe) (buurtschap deels in de gemeente West Betuwe)
- Dieren (dorp in de gemeente Rheden)
- Diermen (buurtschap in de gemeente Putten)
- Dijkhoek (buurtschap in de gemeente Berkelland)
- Dijkhuizen (buurtschap in de gemeente Epe)
- Dinxperlo (dorp in de gemeente Aalten)
- Dodewaard (dorp in de gemeente Neder-Betuwe)
- Doesburg
- Doesburgerbuurt (buurtschap in de gemeente Ede)
- Doetinchem
- Doornenburg (dorp in de gemeente Lingewaard)
- Doornik (dorp in de gemeente Lingewaard)
- Doorning (buurtschap in de gemeente Maasdriel)
- Doornspijk (dorp in de gemeente Elburg)
- Doornsteeg (buurtschap in de gemeente Nijkerk)
- Doorwerth (dorp in de gemeente Renkum)
- Drempt (dorp in de gemeente Bronckhorst)
- Dreumel (dorp in de gemeente West Maas en Waal)
- Drie (buurtschap in de gemeente Ermelo)
- Driedorp (buurtschap in de gemeente Nijkerk)
- Drieënhuizen (buurtschap in de gemeente Barneveld)
- Driel (dorp in de gemeente Overbetuwe)
- Driesprong (buurtschap in de gemeente Ede)
- Drumpt (voormalig dorp in Tiel)
- Druten
- Duinen (buurtschap in de gemeente Harderwijk)
- Duinkerken (buurtschap in de gemeente Oldebroek)
- Duistervoorde (buurtschap in de gemeente Voorst)
- Duiven
- Dunsborg (buurtschap in de gemeente Bronckhorst)

## E
- Echteld (dorp in de gemeente Neder-Betuwe)
- Eck en Wiel (dorp in de gemeente Buren)
- Ede (plaats in de gemeente Ede)
- Ederveen (dorp in de gemeente Ede)
- Eefde (dorp in de gemeente Lochem)
- Eefsele (buurtschap in de gemeente Oost Gelre)
- Eekt (buurtschap in de gemeente Oldebroek)
- Eerbeek (dorp in de gemeente Brummen)
- Eibergen (dorp in de gemeente Berkelland)
- Eimeren (buurtschap in de gemeente Overbetuwe)
- Elburg (hanzestad in de gemeente Elburg)
- Elden (dorp in de gemeente Arnhem)
- Eldik (buurtschap in de gemeente Neder-Betuwe)
- Eldrik (buurtschap in de gemeente Bronckhorst)
- Ellecom (dorp in de gemeente Rheden)
- Elspeet (dorp in de gemeente Nunspeet)
- Elst (dorp in de gemeente Overbetuwe)
- Empe (buurtschap in de gemeente Brummen)
- Emst (dorp in de gemeente Epe)
- Engbergen (buurtschap in de gemeente Oude IJsselstreek)
- Engeland (buurtschap in de gemeente Apeldoorn)
- Enspijk (dorp in de gemeente West Betuwe)
- Epe (dorp in de gemeente Epe)
- Epse (buurtschap in de gemeente Lochem)
- Erichem (dorp in de gemeente Buren)
- Erlecom (dorp in de gemeente Berg en Dal)
- Ermelo (plaats in de gemeente Ermelo)
- Eschoten (buurtschap in de gemeente Ede)
- Essebroek (buurtschap in de gemeente Buren)
- Essen (buurtschap in de gemeente Barneveld)
- Est (dorp in de gemeente West Betuwe)
- Esveld (buurtschap in de gemeente Barneveld)
- Etten (dorp in de gemeente Oude IJsselstreek)
- Ewijk (buurtschap in de gemeente Heumen)
- Ewijk (dorp in de gemeente Beuningen)
- Exel (buurtschap in de gemeente Lochem)

## F
- Flieren (buurtschap in de gemeente Lingewaard)
- Frankrijk (voormalige buurtschap, nu wijk, bij Harderwijk)
- Friesland (buurtschap in de gemeente Montferland)

## G
- Gaanderen (dorp in de gemeente Doetinchem)
- Gaanderhei (buurtschap in de gemeente Doetinchem)
- Gameren (dorp in de gemeente Zaltbommel)
- Ganzert (buurtschap in de gemeente Buren)
- Garderbroek (buurtschap in de gemeente Barneveld)
- Garderen (dorp in de gemeente Barneveld)
- Geerstraat (buurtschap in de gemeente Epe)
- Geesteren (dorp in de gemeente Berkelland)
- Geitenwaard (buurtschap in de gemeente Zevenaar)
- Geldermalsen (dorp in de gemeente West Betuwe)
- Gellicum (dorp in de gemeente West Betuwe)
- Gelselaar (dorp in de gemeente Berkelland)
- Gendringen (dorp in de gemeente Oude IJsselstreek)
- Gendt (dorp in de gemeente Lingewaard)
- Gerritsflesch (gehucht in de gemeente Apeldoorn)
- Gerven (buurtschap in de gemeente Putten)
- Giesbeek (dorp in de gemeente Zevenaar)
- Gietelo (dorp in de gemeente Voorst)
- Goilberdingen (buurtschap in de gemeente Culemborg)
- Gooi (dorp in de gemeente Bronckhorst)
- Gorssel (dorp in de gemeente Lochem)
- Gortel (buurtschap in de gemeente Epe)
- Grafwegen (buurtschap in de gemeente Berg en Dal)
- Greffeling (buurtschap in de gemeente West Maas en Waal)
- Greffelkamp (buurtschap in de gemeente Montferland)
- Groenendaal (gehucht in de gemeente Apeldoorn)
- Groenlanden (buurtschap in de gemeente Berg en Dal)
- Groenlo (stad in de gemeente Oost Gelre)
- Groesbeek (dorp in de gemeente Berg en Dal)
- Groessen (dorp in de gemeente Duiven)
- Groot Deunk (buurtschap in de gemeente Aalten)
- Groot Dochteren (buurtschap in de gemeente Lochem)
- Grote Kolonie (buurtschap in de gemeente Nunspeet)

## H
- Haaften (dorp in de gemeente West Betuwe)
- Haalderen (dorp in de gemeente Lingewaard)
- Haarlo (dorp in de gemeente Berkelland)
- Hall (buurtschap in de gemeente Brummen)
- Halle (dorp in de gemeente Bronckhorst)
- Halvinkhuizen (buurtschap in de gemeente Putten)
- Hanendorp (buurtschap in de gemeente Epe)
- 't Harde (dorp in de gemeente Elburg)
- Harderwijk
- Harfsen (buurtschap in de gemeente Lochem)
- Harreveld (dorp in de gemeente Oost Gelre)
- Harselaar (dorp in de gemeente Barneveld)
- Harskamp (dorp in de gemeente Ede)
- Hattelaar (buurtschap in de gemeente West Betuwe)
- Hattem
- Hattemerbroek (dorp in de gemeente Oldebroek)
- Haukes (buurtschap in de gemeente Berg en Dal)
- Hedel (dorp in de gemeente Maasdriel)
- Heelsum (dorp in de gemeente Renkum)
- Heelweg-Oost (buurtschap in de gemeente Oude IJsselstreek)
- Heelweg-West (buurtschap in de gemeente Oude IJsselstreek)
- Heerde (plaats in de gemeente Heerde)
- 's-Heerenberg (stad in de gemeente Montferland)
- Heerewaarden (dorp in de gemeente Maasdriel)
- Heesselt (dorp in de gemeente West Betuwe)
- Heide (buurtschap in de gemeente Heumen)
- Heide (buurtschap in de gemeente Montferland)
- Heidekant (buurtschap in de gemeente Doetinchem)
- Heidenhoek (buurtschap in de gemeente Bronckhorst)
- Heilig Landstichting (dorp in de gemeente Berg en Dal)
- Heiveld (buurtschap in de gemeente Wijchen)
- Helhoek (buurtschap in de gemeente Duiven)
- Hell (buurtschap in de gemeente Putten)
- Hellouw (dorp in de gemeente West Betuwe)
- Hemmen (dorp in de gemeente Overbetuwe)
- Hengelo (dorp in de gemeente Bronckhorst)
- Henxel (buurtschap in de gemeente Winterswijk)
- Hernen (dorp in de gemeente Wijchen)
- Herveld (dorp in de gemeente Overbetuwe)
- Herwen (dorp in de gemeente Zevenaar)
- Herwijnen (dorp in de gemeente West Betuwe)
- Het Zand (buurtschap in de gemeente Lingewaard)
- Heteren (dorp in de gemeente Overbetuwe)
- Heukelum (stad in de gemeente West Betuwe)
- Heumen (dorp in de gemeente Heumen)
- Heure (buurtschap in de gemeente Berkelland in stad Borculo)
- Heurne (buurtschap in de gemeente Aalten)
- Heurne (Berkelland & Bronckhorst) (buurtschap in de gemeente Berkelland en Bronckhorst)
- Heveadorp (dorp in de gemeente Renkum)
- Hien (buurtschap in de gemeente Neder-Betuwe)
- Hierden (dorp in de gemeente Harderwijk)
- Hoef (buurtschap in de gemeente Putten)
- Hoek (buurtschap in de gemeente Beuningen)
- Hoekelum (buurtschap in de gemeente Ede)
- Hoenderloo (dorp in de gemeente Apeldoorn)
- Hoenzadriel (dorp in de gemeente Maasdriel)
- Hoeve (buurtschap in de gemeente Beuningen)
- Hoeve (buurtschap in de gemeente Lingewaard)
- Hoevelaken (dorp in de gemeente Nijkerk)
- Hoge Enk (dorp in de gemeente Elburg)
- Holdeurn (buurtschap in de gemeente Berg en Dal)
- Holk (buurtschap in de gemeente Nijkerk)
- Holkerveen (buurtschap in de gemeente Nijkerk)
- Hollenberg (buurtschap in de gemeente Aalten)
- Holterhoek (buurtschap in de gemeente Berkelland)
- Holthuizen (buurtschap in de gemeente Zevenaar)
- Holthuizen (buurtschap in de gemeente Montferland)
- Homoet (buurtschap in de gemeente Overbetuwe)
- Hoog Baarlo (buurtschap in de gemeente Ede)
- Hoog Buurlo (buurtschap in de gemeente Apeldoorn)
- Hoog Kana (buurtschap in de gemeente Buren)
- Hoog-Keppel (dorp in de gemeente Bronckhorst)
- Hoog Soeren (buurtschap in de gemeente Apeldoorn)
- Hoogbroek (buurtschap in de gemeente Neder-Betuwe)
- Hoogbroek (buurtschap in de gemeente Wijchen)
- Hoogmeien (buurtschap in de gemeente Buren)
- Hoonte (buurtschap in de gemeente Berkelland)
- Hoorn (buurtschap in de gemeente Heerde)
- Hoornerveen (buurtschap in de gemeente Heerde)
- Horssen (dorp in de gemeente Druten)
- Horst (buurtschap in de gemeente Ermelo)
- Horsthoek (buurtschap in de gemeente Heerde)
- Houtdorp (buurtschap in de gemeente Ermelo)
- Hucht (buurtschap in de gemeente West Betuwe)
- Huinen (buurtschap in de gemeente Putten)
- Huinerbroek (buurtschap in de gemeente Putten)
- Huinerwal (buurtschap in de gemeente Putten)
- Huissen (stad in de gemeente Lingewaard)
- Hulhuizen (buurtschap in de gemeente Lingewaard)
- Hulshorst (dorp in de gemeente Nunspeet)
- Hummelo (dorp in de gemeente Bronckhorst)
- Huppel (buurtschap in de gemeente Winterswijk)
- Hupsel (buurtschap in de gemeente Berkelland)
- Hurwenen (dorp in de gemeente Maasdriel)

## I
- Imbosch (buurtschap in de gemeente Rozendaal)
- Indoornik (dorp in de gemeente Overbetuwe)
- Ingen (dorp in de gemeente Buren)

## J
- Joppe (buurtschap in de gemeente Lochem)

## K
- Kallenbroek (buurtschap in de gemeente Barneveld)
- De Kamp (buurtschap in de gemeente Berg en Dal)
- Kapel (buurtschap in de gemeente Lingewaard)
- Kapel-Avezaath (dorp in de gemeente Tiel)
- Keijenborg (dorp in de gemeente Bronckhorst)
- Kekerdom (dorp in de gemeente Berg en Dal)
- Kerk-Avezaath (dorp in de gemeente Buren)
- Kerkdorp (buurtschap in de gemeente Oldebroek)
- Kerkdriel (dorp in de gemeente Maasdriel)
- Kerkwijk (dorp in de gemeente Zaltbommel)
- Kesteren (dorp in de gemeente Neder-Betuwe)
- Keulse Kamp (buurtschap in de gemeente Overbetuwe)
- Kievitsdel (buurtschap in de gemeente Renkum)
- Kijfwaard (buurtschap in de gemeente Zevenaar)
- Kilder (dorp in de gemeente Montferland)
- Kisveld (buurtschap in de gemeente Berkelland)
- Klarenbeek (dorp in de gemeente Voorst en de gemeente Apeldoorn)
- Klein Amsterdam (buurtschap in de gemeente Voorst)
- Klein-Azewijn (buurtschap in de gemeente Montferland)
- Klein Baal (buurtschap in de gemeente Lingewaard)
- Klein Dochteren (buurtschap in de gemeente Lochem)
- Kleindorp (buurtschap in de gemeente Doetinchem)
- Kleine Kolonie (buurtschap in de gemeente Nunspeet)
- Klinkenberg (buurtschap in de gemeente Buren)
- Klispoel (buurtschap in de gemeente Wijchen)
- 't Klooster (buurtschap in de gemeente Aalten)
- Kommerdijk (buurtschap in de gemeente Lingewaard)
- Kootwijk (dorp in de gemeente Barneveld)
- Kootwijkerbroek (dorp in de gemeente Barneveld)
- Kotten (buurtschap in de gemeente Winterswijk)
- Koudenhoek (buurtschap in de gemeente Nijmegen)
- Koudhoorn (buurtschap in de gemeente Putten)
- Krachtighuizen (buurtschap in de gemeente Putten)
- Kranenburg (dorp in de gemeente Bronckhorst)
- Kring van Dorth (buurtschap in de gemeente Lochem)
- Kruishaar (buurtschap in de gemeente Nijkerk)
- Kulsdom (buurtschap in de gemeente Berkelland)
- Kwartier (buurtschap in de gemeente Zevenaar)

## L
- Laag-Keppel (dorp in de gemeente Bronckhorst)
- Laag-Soeren (dorp in de gemeente Rheden)
- Laak (buurtschap in de gemeente Wijchen)
- 't Laar (buurtschap in de gemeente Epe)
- Laarstraat (buurtschap in de gemeente Epe)
- Lage Bijssel (buurtschap in de gemeente Elburg)
- Langerak (buurtschap in de gemeente Doetinchem)
- Laren (dorp in de gemeente Lochem)
- Lathum (buurtschap in de gemeente Zevenaar)
- Lede en Oudewaard (dorp in de gemeente Neder-Betuwe)
- Leedjes (buurtschap in de gemeente Overbetuwe)
- Leeuwen (buurtschap in de gemeente Wageningen)
- Lengel (dorp in de gemeente Montferland)
- Lent (dorp in de gemeente Nijmegen)
- Leo-Stichting (dorp in de gemeente Berkelland)
- Leur (buurtschap in de gemeente Wijchen)
- Leuth (dorp in de gemeente Berg en Dal)
- Leuven (buurtschap in de gemeente West Betuwe)
- Leuvenheim (dorp in de gemeente Brummen)
- Leuvenum (buurtschap in de gemeente Ermelo)
- Lichtenvoorde (dorp in de gemeente Oost Gelre)
- Lienden (dorp in de gemeente Buren)
- Lienden (buurtschap in de gemeente Wijchen)
- Lieren (buurtschap in de gemeente Apeldoorn)
- Lievelde (dorp in de gemeente Oost Gelre)
- Lijnden (buurtschap in de gemeente Overbetuwe)
- Linde (buurtschap in de gemeente Bronckhorst)
- Lintelo (buurtschap in de gemeente Aalten)
- Lintvelde (buurtschap in de gemeente Berkelland)
- Lobith (dorp in de gemeente Zevenaar)
- Lochem (stad in de gemeente Lochem)
- Lochuizen (buurtschap in de gemeente Berkelland)
- Loenen (dorp in de gemeente Apeldoorn)
- Loenen (buurtschap in de gemeente Overbetuwe)
- Loerbeek (buurtschap in de gemeente Montferland)
- Loil (dorp in de gemeente Montferland)
- Loo (buurtschap in de gemeente Berkelland)
- Loo (dorp in de gemeente Duiven)
- 't Loo (buurtschap in de gemeente Oldebroek)
- Loobrink (buurtschap in de gemeente Epe)
- Looveer (buurtschap in de gemeente Lingewaard)
- Luchtenburg (buurtschap in de gemeente Buren)
- Lunen (buurtschap in de gemeente Wijchen)
- Lunteren (dorp in de gemeente Ede)
- Lutterveld (buurtschap in de gemeente Buren)

## M
- Maasbommel (dorp in de gemeente West Maas en Waal)
- Malden (dorp in de gemeente Heumen)
- Mallem (buurtschap in de gemeente Berkelland)
- Manen (buurtschap in de gemeente Ede)
- Mariënvelde (dorp in de gemeente Oost Gelre)
- Markluiden (buurtschap in de gemeente Heerde)
- Maurik (dorp in de gemeente Buren)
- Meddo (dorp in de gemeente Winterswijk)
- Medel (buurtschap in de gemeente Tiel)
- Medler (buurtschap in de gemeente Bronckhorst)
- Meerenbroek (buurtschap in de gemeente Doetinchem)
- Meerten (buurtschap in de gemeente Buren)
- Meertenwei (buurtschap in de gemeente Buren)
- Meerveld (buurtschap in de gemeente Apeldoorn)
- Meerwijk (buurtschap in de gemeente Berg en Dal)
- Megchelen (dorp in de gemeente Oude IJsselstreek)
- Merm (buurtschap in de gemeente Overbetuwe)
- Meteren (dorp in de gemeente West Betuwe)
- Meuhoek (buurtschap in de gemeente Bronckhorst)
- Meulunteren (buurtschap in de gemeente Ede)
- Millingen aan de Rijn (dorp in de gemeente Berg en Dal)
- Milt (buurtschap in de gemeente Oude IJsselstreek)
- Miste (buurtschap in de gemeente Winterswijk)
- Molenhoek (buurtschap in de gemeente Druten)
- Molenhoek (dorp in de gemeente Heumen)
- Molenhoek (buurtschap in de gemeente Heumen)
- Moordhuizen (buurtschap in de gemeente West Maas en Waal)
- Moorst (buurtschap in de gemeente Scherpenzeel)
- Mossel (buurtschap in de gemeente Bronckhorst)
- Mossel (buurtschap in de gemeente Ede)
- Mullegen (buurtschap in de gemeente Oldebroek)

## N
- Nederasselt (dorp in de gemeente Heumen)
- Nederbiel (buurtschap in de gemeente Berkelland)
- Nederhemert-Noord (dorp in de gemeente Zaltbommel)
- Nederhemert-Zuid (gehucht in de gemeente Zaltbommel)
- Nederwoud (buurtschap in de gemeente Ede)
- Neede (dorp in de gemeente Berkelland)
- Neerijnen (dorp in de gemeente West Betuwe)
- Nekkeveld (buurtschap in de gemeente Nijkerk)
- Nergena (buurtschap in de gemeente Ede)
- Nettelhorst (buurtschap in de gemeente Lochem)
- Netterden (buurtschap in de gemeente Oude IJsselstreek)
- Niersen (buurtschap in de gemeente Epe)
- Nieuw-Dijk (dorp in de gemeente Montferland)
- Nieuw Groevenbeek (buurtschap in de gemeente Ermelo)
- Nieuw-Milligen (buurtschap in de gemeente Apeldoorn)
- Nieuw-Reemst (buurtschap in de gemeente Ede)
- Nieuw-Wehl (buurtschap in de gemeente Doetinchem)
- Nieuwaal (dorp in de gemeente Zaltbommel)
- Nieuwe Schans (buurtschap in de gemeente West Maas en Waal)
- Nieuwgraaf (buurtschap in de gemeente Duiven)
- Niftrik (buurtschap in de gemeente Wijchen)
- Nijbroek (dorp in de gemeente Voorst)
- Nijkerk (stad in de gemeente Nijkerk)
- Nijkerkerveen (dorp in de gemeente Nijkerk)
- Nijmegen
- Noord-Empe (buurtschap in de gemeente Voorst)
- Noordeinde (buurtschap in de gemeente Oldebroek)
- Noordijk (gemeenschap in de gemeente Berkelland)
- Noordijkerveld (buurtschap in de gemeente Berkelland)
- Noordink (dorp in de gemeente Bronckhorst)
- Nude (buurtschap in de gemeente Wageningen)
- Nunspeet (dorp in de gemeente Nunspeet)

## O
- Ochten (dorp in de gemeente Neder-Betuwe)
- Oeken (buurtschap in de gemeente Brummen)
- Oene (dorp in de gemeente Epe)
- Oensel (buurtschap in de gemeente Zaltbommel)
- 't Oever (buurtschap in de gemeente Putten)
- Olburgen (dorp in de gemeente Bronckhorst)
- Oldebroek
- Olden Eibergen (buurtschap in de gemeente Berkelland)
- Ommeren (dorp in de gemeente Buren)
- Ommerenveld (buurtschap in de gemeente Buren)
- Ooij (buurtschap in de gemeente Neder-Betuwe)
- Ooij (dorp in de gemeente Berg en Dal)
- Ooij (dorp in de gemeente Zevenaar)
- Oolde (buurtschap in de gemeente Lochem)
- Oosteinde (buurtschap in de gemeente Nunspeet)
- Oostendorp (dorp in de gemeente Elburg)
- Oosterbeek (dorp in de gemeente Renkum)
- Oosterhout (dorp in de gemeente Overbetuwe)
- Oosterhuizen (dorp in de gemeente Apeldoorn)
- Oosterveld (buurtschap in de gemeente Berkelland)
- Oosterwijk (buurtschap in de gemeente Bronckhorst)
- Oosterwolde (dorp in de gemeente Oldebroek)
- Ophemert (dorp in de gemeente West Betuwe)
- Opheusden (dorp in de gemeente Neder-Betuwe)
- Opijnen (dorp in de gemeente West Betuwe)
- Otterlo (dorp in de gemeente Ede)
- Oud-Dijk (buurtschap in de gemeente Zevenaar)
- Oud Groevenbeek (buurtschap in de gemeente Ermelo)
- Oud-Reemst (buurtschap in de gemeente Ede)
- Oud-Zevenaar (dorp in de gemeente Zevenaar)
- Oude Maasdijk (buurtschap in de gemeente West Maas en Waal)
- Ouwendorp (buurtschap in de gemeente Barneveld)
- Overasselt (dorp in de gemeente Heumen)
- Overbiel (buurtschap in de gemeente Berkelland)
- Overwoud (buurtschap in de gemeente Ede)

## P
- Palestina (buurtschap in de gemeente Nijkerk)
- Pannerden (dorp in de gemeente Zevenaar)
- Passewaaij (buurtschap in de gemeente Tiel)
- Persingen (dorp in de gemeente Berg en Dal)
- Plak (buurtschap in de gemeente Berg en Dal)
- Plantage (buurtschap in de gemeente Doetinchem)
- Poederoijen (dorp in de gemeente Zaltbommel)
- Poederoijensehoek (buurtschap in de gemeente Zaltbommel)
- Posterenk (buurtschap in de gemeente Voorst)
- Posthoorn (buurtschap in de gemeente Oldebroek)
- Pottum (buurtschap in de gemeente Neder-Betuwe)
- De Praets (buurtschap in de gemeente Arnhem)
- Prinsenkamp (buurtschap in de gemeente Nijkerk)
- Puiflijk (dorp in de gemeente Druten)
- Putten (plaats in de gemeente Putten)

## Q
- Quatre Bras (gehucht in de gemeente Lochem)

## R
- Raayen (buurtschap in de gemeente Overbetuwe)
- Radio Kootwijk (dorp in de gemeente Apeldoorn)
- Rafelder (buurtschap in de gemeente Oude IJsselstreek)
- Randwijk (dorp in de gemeente Overbetuwe)
- Ratum (buurtschap in de gemeente Winterswijk)
- Ravenswaaij (dorp in de gemeente Buren)
- Reeth (buurtschap in de gemeente Overbetuwe)
- Rekken (buurtschap in de gemeente Berkelland)
- Renkum (dorp in de gemeente Renkum)
- Respelhoek (buurtschap in de gemeente Berkelland)
- Ressen (dorp in de gemeente Lingewaard)
- Rha (buurtschap in de gemeente Bronckhorst)
- Rheden (dorp in de gemeente Rheden)
- Rhenoy (dorp in de gemeente West Betuwe)
- Rhienderen (buurtschap in de gemeente Brummen)
- Rietmolen (kerkdorp in de gemeente Berkelland)
- Rijkerswoerd (buurtschap in de gemeente Overbetuwe)
- Rijswijk (dorp in de gemeente Buren)
- Roekel (buurtschap in de gemeente Ede)
- 't Rolder (buurtschap in de gemeente Oost Gelre)
- Rome (buurtschap in de gemeente Maasdriel)
- Rossum (dorp in de gemeente Maasdriel)
- Rozendaal
- Rumpt (dorp in de gemeente West Betuwe)
- Ruurlo (dorp in de gemeente Berkelland)
- Ruwenhof (buurtschap in de gemeente Berkelland)

## S
- Schaarsbergen (dorp in de gemeente Arnhem)
- Schans (buurtschap in de gemeente Westervoort)
- Schaveren (buurtschap in de gemeente Epe)
- Schependom (buurtschap in de gemeente Berkelland)
- Scherpenzeel
- Schoonenburg (buurtschap in de gemeente Heumen)
- Silvolde (dorp in de gemeente Oude IJsselstreek)
- Sinderen (dorp in de gemeente Oude IJsselstreek)
- Sint Andries (buurtschap in de gemeente Maasdriel)
- Sleeburg (buurtschap in de gemeente Heumen)
- Slichtenhorst (buurtschap in de gemeente Nijkerk)
- Slijk-Ewijk (dorp in de gemeente Overbetuwe)
- Slijkwell (buurtschap in de gemeente Maasdriel)
- Snelleveld (buurtschap in de gemeente West Betuwe)
- Snodenhoek (buurtschap in de gemeente Overbetuwe)
- Spankeren (dorp in de gemeente Rheden)
- Spekhoek (buurtschap in de gemeente Voorst)
- Speuld (dorp in de gemeente Ermelo)
- Spijk (dorp in de gemeente West Betuwe)
- Spijk (dorp in de gemeente Zevenaar)
- Spilbroek (buurtschap in de gemeente Berkelland)
- Staverden (dorp in de gemeente Ermelo)
- Steenderen (dorp in de gemeente Bronckhorst)
- Steenenkamer (buurtschap in de gemeente Voorst)
- Steenenkamer (buurtschap in de gemeente Putten)
- Sterreschans (buurtschap in de gemeente Lingewaard)
- Stokkum (dorp in de gemeente Montferland)
- Stroe (dorp in de gemeente Barneveld)

## T
- Teersdijk (buurtschap in de gemeente Wijchen)
- Telgt (buurtschap in de gemeente Ermelo)
- Terborg (stad in de gemeente Oude IJsselstreek)
- Terlet (buurtschap in de gemeente Rozendaal)
- Terschuur (dorp in de gemeente Barneveld)
- Terwolde (dorp in de gemeente Voorst)
- Teuge (dorp in de gemeente Voorst)
- Tiel
- Tiengeboden (buurtschap in de gemeente Berg en Dal)
- Toldijk (buurtschap in de gemeente Bronckhorst)
- Tolkamer (dorp in de gemeente Zevenaar)
- Tonden (buurtschap in de gemeente Brummen)
- Tongeren (buurtschap in de gemeente Epe)
- Tonsel (buurtschap in de gemeente Ermelo)
- Tricht (dorp in de gemeente West Betuwe)
- Trutjeshoek (buurtschap in de gemeente Oldebroek)
- Tuil (dorp in de gemeente West Betuwe)
- Tuindorp (dorp in de gemeente Zevenaar)
- Tuute (buurtschap in de gemeente Oost Gelre)
- Tweesluizen (buurtschap in de gemeente Buren)
- Twello (dorp in de gemeente Voorst)

## U
- Ubbergen (dorp in de gemeente Berg en Dal)
- Uddel (dorp in de gemeente Apeldoorn)
- Ugchelen (dorp in de gemeente Apeldoorn)
- Ulft (dorp in de gemeente Oude IJsselstreek)

## V
- Vaassen (dorp in de gemeente Epe)
- Valburg (dorp in de gemeente Overbetuwe)
- Valenberg (buurtschap in de gemeente Heumen)
- Valkenlaagte (buurtschap in de gemeente Berg en Dal)
- Varik (dorp in de gemeente West Betuwe)
- Varssel (buurtschap in de gemeente Bronckhorst)
- Varsseveld (dorp in de gemeente Oude IJsselstreek)
- Veenhuizerveld (buurtschap in de gemeente Putten)
- Veessen (dorp in de gemeente Heerde)
- Velddriel (buurtschap in de gemeente Maasdriel)
- Veldhoek (buurtschap in de gemeente Bronckhorst)
- Veldhuizen (buurtschap in de gemeente Zevenaar)
- Veldhunten (buurtschap in de gemeente Oude IJsselstreek)
- Veldwijk (buurtschap in de gemeente Bronckhorst)
- Velp (dorp in de gemeente Rheden)
- Velswijk (dorp in de gemeente Bronckhorst)
- Veluwe (buurtschap in de gemeente Maasdriel)
- Vemde (buurtschap in de gemeente Epe)
- Vethuizen (buurtschap in de gemeente Montferland)
- Vierakker (dorp in de gemeente Bronckhorst)
- Vierhouten (dorp in de gemeente Nunspeet)
- 't Villeken (buurtschap in de gemeente Aalten)
- 't Vlot (buurtschap in de gemeente Arnhem)
- Vogelzang (buurtschap in de gemeente Heumen)
- Voor-Drempt (dorp in de gemeente Bronckhorst)
- Voorne (buurtschap in de gemeente Maasdriel)
- Voorst (buurtschap in de gemeente Oude IJsselstreek)
- Voorst (dorp in de gemeente Voorst)
- Voorstonden (buurtschap in de gemeente Brummen)
- Voorthuizen (dorp in de gemeente Barneveld)
- Vorchten (buurtschap in de gemeente Heerde)
- Vorden (dorp in de gemeente Bronckhorst)
- Voskuil (buurtschap in de gemeente Oldebroek)
- Vragender (dorp in de gemeente Oost Gelre)
- Vriezelaar (buurtschap in de gemeente Oude IJsselstreek)
- Vuren (dorp in de gemeente West Betuwe)

## W
- Waardenburg (dorp in de gemeente West Betuwe)
- Wadenoijen (dorp in de gemeente Tiel)
- Wageningen
- Wageningen-Hoog (buurtschap in de gemeente Wageningen)
- Walderveen (buurtschap in de gemeente Ede)
- Wals (buurtschap in de gemeente Oude IJsselstreek)
- Wamel (dorp in de gemeente West Maas en Waal)
- Wapenveld (dorp in de gemeente Heerde)
- Wapenveld-noord (buurtschap in de gemeente Heerde)
- Warken (buurtschap in de gemeente Zutphen)
- Warm (buurtschap in de gemeente Oude IJsselstreek)
- Warnsveld (dorp in de gemeente Zutphen)
- Wassinkbrink (buurtschap in de gemeente Bronckhorst)
- Waterhoek (buurtschap in de gemeente Berkelland)
- Wehl (dorp in de gemeente Doetinchem)
- Wekerom (dorp in de gemeente Ede)
- Well (dorp in de gemeente Maasdriel)
- Wellseind (buurtschap in de gemeente Maasdriel)
- Wely (buurtschap in de gemeente Neder-Betuwe)
- Wenum-Wiesel (buurtschap in de gemeente Apeldoorn)
- Wercheren (buurtschap in de gemeente Berg en Dal)
- Werven (buurtschap in de gemeente Heerde)
- Wessel (buurtschap in de gemeente Barneveld)
- Wessinge (buurtschap in de gemeente Elburg)
- Westeinde (buurtschap in de gemeente Nunspeet)
- Westendorp (buurtschap in de gemeente Epe)
- Westendorp (dorp in de gemeente Oude IJsselstreek)
- Westeneng (buurtschap in de gemeente Ede)
- Westervoort
- Weurt (dorp in de gemeente Beuningen)
- Wezel (dorp in de gemeente Wijchen)
- Wezep (dorp in de gemeente Oldebroek)
- Wichmond (dorp in de gemeente Bronckhorst)
- Wieken (buurtschap in de gemeente Oude IJsselstreek)
- Wientjesvoort (buurtschap in de gemeente Bronckhorst)
- Wijchen
- Wijnbergen (buurtschap in de gemeente Epe)
- Wijnbergen (buurtschap in de gemeente Montferland)
- Wildenborch (buurtschap in de gemeente Bronckhorst)
- Wilp (dorp in de gemeente Voorst)
- Wilp-Achterhoek (buurtschap in de gemeente Voorst)
- Winkelshoek (buurtschap in de gemeente Bronckhorst)
- Winssen (dorp in de gemeente Beuningen)
- Winterswijk (plaats in de gemeente Winterswijk)
- Wissel (buurtschap in de gemeente Epe)
- Wittebrink (buurtschap in de gemeente Bronckhorst)
- Woerd (buurtschap in de gemeente West Maas en Waal)
- Woeste Hoeve (buurtschap in de gemeente Apeldoorn)
- Woezik (dorp in de gemeente Wijchen)
- Wolbert (buurtschap in de gemeente Heerde)
- Wolferen (buurtschap in de gemeente Overbetuwe)
- Wolfersveen (buurtschap in de gemeente Bronckhorst)
- Wolfheze (dorp in de gemeente Renkum)
- Woold (buurtschap in de gemeente Winterswijk)
- Wordragen (buurtschap in de gemeente Maasdriel)
- Worsum (buurtschap in de gemeente Heumen)
- 't Woud (buurtschap in de gemeente Nijkerk)

## Y
- IJsselhunten (buurtschap in de gemeente Oude IJsselstreek)
- IJzendoorn (dorp in de gemeente Neder-Betuwe)
- IJzerlo (buurtschap in de gemeente Aalten)
- IJzevoorde (buurtschap in de gemeente Doetinchem)

## Z
- Zaltbommel
- Zandberg (buurtschap in de gemeente Buren)
- Zandheuvel (buurtschap in de gemeente Lingewaard)
- Zandvoort (buurtschap in de gemeente Lingewaard)
- Zeddam (dorp in de gemeente Montferland)
- Zeeland (buurtschap in de gemeente Berg en Dal)
- Zelhem (dorp in de gemeente Bronckhorst)
- Zelhemse Broek (buurtschap in de gemeente Doetinchem)
- Zennewijnen (buurtschap in de gemeente Tiel)
- Zetten (dorp in de gemeente Overbetuwe)
- Zevenaar (plaats in de gemeente Zevenaar)
- Zevenmorgen (buurtschap in de gemeente Buren)
- Ziek (buurtschap in de gemeente Oude IJsselstreek)
- Zieuwent (dorp in de gemeente Oost Gelre)
- Zoelen (dorp in de gemeente Buren)
- Zoelmond (dorp in de gemeente Buren)
- Zoom (buurtschap in de gemeente Nunspeet)
- Zuilichem (dorp in de gemeente Zaltbommel)
- Zutphen
- Zuuk (buurtschap in de gemeente Epe)
- Zwarte Goor (buurtschap in de gemeente Nunspeet)
- Zwarte Paard (buurtschap in de gemeente Buren)
- Zwartebroek (dorp in de gemeente Barneveld)
- Zweekhorst (buurtschap in de gemeente Zevenaar)
- Zwiep (dorp in de gemeente Lochem)
- Zwilbroek (buurtschap in de gemeente Berkelland)
- Zwolle (buurtschap in de gemeente Oost Gelre)

Drenthe ·
Flevoland ·
Friesland ·
Gelderland ·
Groningen ·
Limburg ·
Noord-Brabant ·
Noord-Holland ·
Overijssel ·
Utrecht ·
Zeeland ·
Zuid-Holland